# Aultsville
Aultsville est une ville fantôme dans la province Canadienne de l'Ontario. Il est l'un des Villages Perdus, qui ont été constamment inondé par la création de la voie Maritime du Saint Laurent en 1958. La ville a été fondée comme Charlesville en 1787 par les Loyalistes de l'Empire uni et atteint son apogée dans les années 1880, quand il avait de 400 habitants. C'était la deuxième plus grande ville inondée par la nouvelle voie Maritime en 1958, avec une population de 312 à l'époque. Avant il a été inondé, les bâtiments abandonnés ont été brûlés pour étudier les effets du feu sur les maisons.
Les familles et les entreprises dans Aultsville ont été déplacés vers la nouvelle ville de Ingleside avant la construction de la voie maritime a commencé. Certains vieux trottoirs, les ruelles, et les chantiers peut encore être vu aujourd'hui. L'historique de la gare, construite au XIXe siècle par le Grand Tronc de chemin de Fer, a été déplacé à Upper Canada Village, où il reste aujourd'hui.